# 八木一郎
八木一郎（1901年7月23日—1990年2月25日），日本愛知縣人。自由民主党参议员。
1923年，东京商等蚕系学校毕业。1947年，五次当选众议员。历任自民党政调会副会长总务、议员总会会长、众议院内阁委员会委员长、爱知县养蚕农业协同组合联合会会长、全国养蚕联合会理事长。1967年1月，任日本农林省政务次官。1963年7月，四次当选参议员。1969年1月，任参议院商工委员会委员长。1971年7月，任参议院外务委员会委员长。1976年1月，任参议院预算委员会委员长。